# Sébastien Tayac
Sébastien Tayac (Nizza, 4 dicembre 1975) è un ginnasta francese.

## Biografia
Rappresentò la Francia ai Giochi olimpici estivi di Atlanta 1996, dove si classificò 26º nel concorso individuale, 23º nella sbarra, 27º nel corpo libero, 36º nel cavallo con maniglie, 50º nelle parallele simmetriche, 55º nel volteggio, 56º negli anelli e 11º nell concorso a squadre.
Ai Giochi del Mediterraneo di Bari 1997 ottenne la medaglia di bronzo nel cavallo con maniglie, dietro al connazionale Eric Casimir ed all'algerino Sid Ali Ferdjani, e nel concorso a squadre, assieme a Eric Casimir, Cedric Guille, Sebastien Darrigade e Dimitri Karbanenko.
Ai Giochi del Mediterraneo di Tunisi 2001 riuscì a vincere l'oro nel concorso a squadre, con Olivier Esquer, Cedric Guille, Dimitri Karbanenko e Johan Mounard. 

## Palmarès
- Giochi del Mediterraneo

Bari 1997: bronzo nel cavallo con maniglie; bronzo nel concorso a squadre;
Tunisi 2001: oro nel concorso a squadre;